# Omicron Puppis
Omicron Puppis (ο Pup / ο Puppis) è una stella di magnitudine 4,5 situata nella costellazione della Poppa. Dista 1400 anni luce dal sistema solare. Curiosamente presenta la lettera omicron, come ο Velorum, nonostante in origine le due stelle facessero parte di un'unica costellazione, la Nave Argo; sono due quindi le stelle "omicron" nell'insieme delle costellazioni in cui la Nave Argo è stata divisa, mentre negli altri casi le stelle con lettere greche sono divise fra le costellazioni.

## Osservazione
Si tratta di una stella situata nell'emisfero celeste australe; grazie alla sua posizione non fortemente australe, può essere osservata dalla gran parte delle regioni della Terra, sebbene gli osservatori dell'emisfero sud siano più avvantaggiati. Nei pressi dell'Antartide appare circumpolare, mentre resta sempre invisibile solo in prossimità del circolo polare artico. La sua magnitudine pari a 4,5 fa sì che possa essere scorta solo con un cielo sufficientemente libero dagli effetti dell'inquinamento luminoso.
Il periodo migliore per la sua osservazione nel cielo serale ricade nei mesi compresi fra dicembre e maggio; da entrambi gli emisferi il periodo di visibilità rimane indicativamente lo stesso, grazie alla posizione della stella non lontana dall'equatore celeste.

## Caratteristiche fisiche
La stella è classificata di tipo spettrale B1IV:nne, è dunque una subgigante blu; possiede una massa 15 volte quella del Sole ed è, considerando la radiazione ultravioletta emessa, 60.000 volte più luminosa. Si tratta di una stella giovane, con un'età di poco superiore ai 10 milioni di anni ed è classificata come una stella Be; come le altre stella di questa categoria ruota velocemente su se stesse, la velocità di rotazione, in una delle più recenti stime, è infatti di 375 km/s, superiore a quella, ad esempio, di Gamma Cassiopeiae, di Pleione e di Achernar.
La sua magnitudine assoluta è di -3,77 e la sua velocità radiale positiva indica che la stella si sta allontanando dal sistema solare.
ο Puppis ha una compagna visuale di magnitudine 12,6, distante 27,0 secondi d'arco e con angolo di posizione di 198 gradi.